# Ляди (Стародубський район)
Ляди - селище в Стародубському муніципальному окрузі Брянської області.

## Географія
Знаходиться в південній частині Брянської області на відстані приблизно 24 км на північний схід від районного центру міста Стародуб.

## Історія
Населений пункт відомий з 1920-х років. На карті 1941 року відзначений як поселення з 21 двором. До 2019 року входив до складу Гарцевського сільського поселення Стародубського району, з 2019 по 2020 роки в складі Меленського сільського поселення до його скасування.

## Населення
Чисельність населення: 140 осіб (1926 рік), 28 осіб у 2002 році (росіян 86 %), 16 осіб у 2010 році.